# Fageiella
Fageiella é um gênero de aranhas da família Linyphiidae descrito em 1934.